# Vzlet – Rozvoj lidského myšlení
Vzlet nebo také Rozvoj lidského myšlení či Nebeský strop je kruhová stropní mozaika vytvořená ze štípaných skleněných smaltů, která je součástí sbírek Univerzitního muzea VŠB – Technické univerzity Ostrava v Ostravě-Porubě v Moravskoslezském kraji. Dílo vytvořil akademický malíř Martin Sladký.

## Další informace
Kruhová mozaika o průměru 3 m vznikala v letech 1973 až 1974 a je umístěna na stropu kruhové posluchárny v kampusu VŠB – Technické univerzity Ostrava. K jejímu vytvoření byla využita enkaustická technika. Námět a provedení díla prošlo schvalovacím řízením v umělecké komisi Českého fondu výtvarných umění. Martin Sladký zpracoval dílo velmi volně, dekorativně a abstraktně. Zvolil šedé, modré a bílé odstíny mozaiky. V mozaice lze snad spatřit abstrakce dvou postav nebo ruce či kosmická tělesa na obloze anebo něco jiného dle fantazie pozorovatele. Pod dílem se nachází uhelný balvan, který je druhým největším jednolitým kusem uhlí vytěženým v Československu a Česku.